# Saintes
Saintes (fonetická výslovnost [sɛ̃t]) je město na jihozápadě Francie, nachází se v départementu Charente-Maritime a régionu Nová Akvitánie. Ve městě žije 25287 obyvatel, ve městě a okolí Saintes 55834 obyvatel.
Saintes bylo hlavním městem provincie Saintonge v době Ancien Régime, byla nazývána jako prefektura départementu Charente-Inférieure a to až do nového územního uspořádání z roku 1790, a poté byla podřízena správě v La Rochelle roku 1810.
Díky svému významnému historickému dědictví galo-románskému, středověkému i klasickému, Saintes bylo zařazeno na seznam kulturně a umělecky významných měst a obcí v roce 1990.

## Demografie
| 1821   | 1831   | 1836   | 1841   | 1846   | 1851   | 1856   | 1861   |
| 10 274 | 10 437 | 9 559  | 9 994  | 11 363 | 11 569 | 11 927 | 10 962 |
| 1866   | 1872   | 1876   | 1881   | 1886   | 1891   | 1896   | 1901   |
| 11 570 | 12 437 | 13 725 | 15 763 | 17 327 | 18 461 | 20 285 | 18 219 |
| 1906   | 1911   | 1921   | 1926   | 1931   | 1936   | 1945   | 1954   |
| 19 025 | 20 802 | 19 152 | 20 468 | 20 592 | 21 160 | 23 441 | 23 768 |
| 1962   | 1968   | 1975   | 1982   | 1990   | 1999   | 2006   | 2008   |
| 25 717 | 26 507 | 26 891 | 25 471 | 25 874 | 25 595 | 26 531 | 26 471 |

## Partnerská města
- Cuevas del Almanzora, Španělsko
- Nivelles, Belgie
- Salisbury, Anglie, Velká Británie
- Timbuktu, Mali
- Vladimir, Rusko
- Xanten, Německo